# Jack Wills
Jack Wills是英國服裝品牌。

## 歷史
彼得·威廉姆斯和羅伯特·肖在1999年創立了這個品牌。威廉姆斯當時是23歲，第一家商店在索爾科姆的22 Fore Street開幕，它創造了4萬英鎊 - 創始人睡在店鋪上方。該品牌以其中一位共同創始人的祖父母命名。

在接受英國“金融時報”採訪時，威廉姆斯說：“當我開始考慮一個高級品牌時，我把這個願景聯想到我在索爾科姆時的記憶，我想：”如果我能創造一個品牌能包括，英式大學關於什麼和所有酷的驚人的東西？這是你生活中一個獨特的珍貴的部分，我想如果你能創造一個集大成的品牌，表示這將是非常引人注目。
該品牌取得了成功，同年10月在倫敦富咸也開設了第二家分店。商店被搶及破壞需要關閉，但一個新店在薩福克郡的Aldeburgh開業。隨著業務的增長，Jack Wills的商店在與大學或私立學校，如依頓，牛津，溫徹斯特和聖安德魯斯的地方開放。

最初，它主要市場是針對大學生，使用口號和商標“大學服裝”來反映該品牌背後的靈感。
今天，該品牌由Jack Wills Ltd（一家在英國註冊的私人有限公司）部分所有，而27％的股份由私人股本公司Inflexion在2007年的投資交易後持有。2011年，該公司的價值為£ 1.4億，其中共同創始人Williams 和Shaw分別持有52％的股權和21％的股份。
在2012年，Jack Wills在星期日時代豐富榜上首次亮相，排名370，估計價值2億英鎊（3.26億美元）.
2013年5月，Williams宣布他將辭任首席執行官，成為非執行董事。Vodafone（英國電訊公司）前首席營銷官，Wendy Becker，很快被任命為首席執行官。

2014年2月，宣佈時裝設計師Richard Nicoll將成為Jack Wills的新創意總監，並於2015年春季開始生效。
2015年，Williams在Becker離任後恢復擔任首席執行官。Richard Nicoll也在2015年秋季友好地與公司分道揚標。
2019年，Jack Wills申請清盤。其後，Sports Direct以1240萬英鎊收購Jack Wills。不過，Jack Wills位於香港的5間分店全線結業。

## 店舖

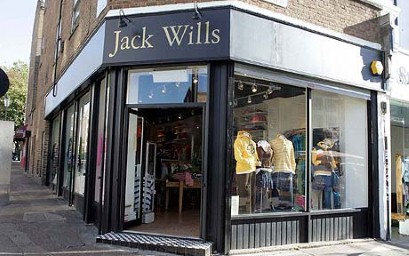
Jack Wills Storefront

自從索爾科姆開設第一家商店以來，Jack Wills的商店開始在英國和國際上開業。截至2016年9月，在英國有70家商店，其中8家在倫敦，4家在蘇格蘭（愛丁堡，聖安德魯斯，阿伯丁和格拉斯哥），兩家在威爾士（Abersoch和卡迪夫），兩家在海峽群島（聖彼得港和聖赫利爾）在北愛爾蘭（貝爾法斯特）。在英國還有五家商店; Gunwharf碼頭在樸次茅斯，Bicester，哈利法克斯，柴郡橡樹和Kilver法院在Shepton Mallet。

### 產品
Jack Wills的產品都標記著品牌的簽名標誌:雉雞與頂帽子和拐杖。該公司發布“手冊”，每年發布四次。該手冊是品牌的簽名印刷目錄，展示了活動拍攝以及編輯工作和新季節的產品。 Jack Wills的服裝範圍從傳統的英式正式服裝和裁縫，如襯衫，花呢夾克沙灘夾克，到更現代的休閒服裝：連帽上衣，運動褲，T恤和polo衫。他們還每季度發布優質產品作為他們的“Fabulously英國”系列的一部分，它們都是在英國的工廠和工廠製造或編織。

## 營銷
該品牌的範圍被給予一個“私立學校”和“大學生”的形象，因為Jack Wills定價策略意味著衣服可能被認為難以負擔得起每個人。Jack Wills具有體育導向的大學品牌，例如與馬球，橄欖球和賽艇相關的服裝，例如J.W.R.C（Jack Wills Rowing Club）。Jack Wills的“大學服裝”稱號反映了其目標市場：大學生。然而，Jack Wills在中學和大學都很受歡迎。該品牌不使用傳統的廣告模式，而是依靠口碑營銷。這通常受到他們持有的產品刺激，例如Jack Wills運動員馬球，JW冇標籤和JW賽季。 2011年4月，ASA維持對Jack Wills 2011春季期手冊的投訴。該手冊包含一些有爭議的年輕成年人在脫衣服狀態下的形象。在他們的裁決中，ASA說，“我們的結論是，目錄是充分挑釁性的，給年輕的青少年帶來風險。

## Aubin & Wills
Aubin＆Wills由Jack Wills於2008年9月推出，作為姐妹品牌，面向25歲及以上的客戶。它的口號是“現代英國設計靈感來自過去生活在現在”2012年11月，Jack Wills宣布終止Aubin & Wills的決定，以專注於主要品牌的全球增長，所有的交易在1月停止2013年。

## 外部連結
- Jack Wills （页面存档备份，存于） 官方網站